# Nose (скейтбординг)

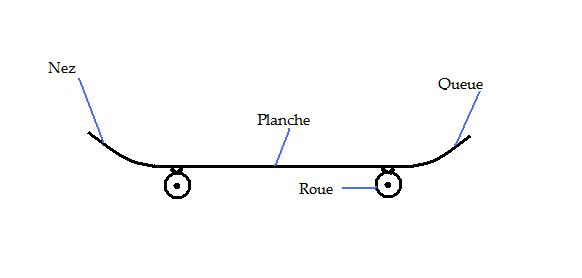

Nose (ноуз) — більший з двох загинів скейтборду, що є його передом.
Термін «nose» використовувався при створенні назв деяких трюків, які мають безпосереднє відношення до цієї частини дошки, наприклад: noseslide, nosegrab, nosegrind, nose manual, nollie.
Основні проблеми не тільки з носом, але і з хвостом виникають при катанні, це розшарування і сточування. Щоб уникнути першого — трюки слід приземляти на болти. Щоб уникнути другого — потрібно утриматися від гальмування хвостом/носом (в залежності від того який з загинів знаходиться під щелчковою ногою); це продовжить кінцям дошки життя і збереже амплітуду стрибків.